# بارنباخ
بارنباخ (به آلمانی: Bärnbach) یک شهر در اتریش است که در ویتسبرگ واقع شده‌است. بارنباخ ۱۷٫۱۵ کیلومتر مربع مساحت دارد ۴۲۴ متر بالاتر از سطح دریا واقع شده‌است.